# Ruud van der Meer
Rudolf Cornelis Adrianus (Ruud) van der Meer (Den Haag, 23 juni 1936) is een Nederlands bariton-bas.
Hij studeerde aan het Conservatorium Den haag hobo bij Jaap Stotijn, zang bij Laurens Bogtman en directie. Aanvullende studies vinden plaats bij Lucie Frateur, Dora Lindeman en Pierre Bernac, als ook in Salzburg. Als zanger doet hij mee aan diverse zangconcoursen in binnen- en buitenland. Het zag er in eerste instantie naar uit dat hij hoboïst zou worden en was dat een aantal jaren in het Residentie Orkest. Hij werd koordirigent en muziekleraar aan het Huygens Lyceum te Voorburg en vervolgens aan het Edith Stein College in Den Haag alwaar hij ook en passant het Edith Stein Concours opricht, beide vernoemd naar Edith Stein. Het concours begint als wedstrijd met circa vijftig zangers, maar gedurende de jaren loop het aantal gegadigden op tot 120. Den Haag zou hem in de jaren tachtig de Erepenning van de gemeente Den Haag toekennen voor zijn werkzaamheden voor deze wedstrijd die in 1989 hernoemd wordt in Prinses Christina Concours.
Zijn eerste recital vindt direct plaats in de Kleine Zaal van het Concertgebouw rond 1967. Hij zong daarin begeleid door pianist Rudolf Jansen grotendeels Frans repertoire. Gaandeweg ontwikkelt Van der Meer zich als Bach-vertolker mede onder invloed van dirigent Nikolaus Harnoncourt onder wiens leiding hij menig oratorium zingt. Alleen al in het Concertgebouw zong hij 23 keer onder die dirigent in de periode 1973-1985. Vanaf 1972 is hij zangdocent aan het Conservatorium van Amsterdam.  Van der Meer zingt dan in heel Europa van Engeland tot Rusland alwaar hij op verzoek van pianist Svjatoslav Richter in 1988 zong. In 1989 wordt Van der Meer benoemd tot ridder in de Orde van Oranje-Nassau.
Drie jaar later volgt het afscheid van de podia met wederom een recital met Ruud Jansen in de Kleine Zaal met het programma van zijn debuut 25 jaar eerder. Van der Meer wilde de teloorgang van zijn stem voor zijn. Vanaf 1992 is hij alleen nog werkzaam bij het Prinses Christina Concours. Af en toe zet hij zich in als jurylid bij zangconcoursen. In 2001 nam hij ook afscheid van genoemd concours en ter gelegenheid daarvan wordt hij benoemd tot ridder in de Orde van de Nederlandse Leeuw en wordt een cd-box uitgegeven, samengesteld uit al zijn opnamen. In datzelfde jaar ontving hij de Haagse Stadspenning. In de eerste tien jaar van de 21e eeuw is Van der Meer nog steeds actief als jurylid, tot aan het televisieprogramma Una Voce Particolare toe.
- Bibsys: 1012983
- Biblioteca Nacional de España: XX5063552
- Bibliothèque nationale de France: cb13940087v (data)
- CiNii: DA12402282
- Gemeinsame Normdatei: 134459377
- International Standard Name Identifier: 0000 0001 1877 9399
- Library of Congress Control Number: n78086288
- Nationale Bibliotheek van Israël: 987007423820605171
- Nederlandse Thesaurus van Auteursnamen: 07357550X
- Réseau des bibliothèques de Suisse occidentale: 02-A012339270
- Système universitaire de documentation: 240831896
- Virtual International Authority File: 74041684
- WorldCat: E39PBJfCBcwTTTdhhWRw83r8YP